# Дерев'янська сільська рада (Обухівський район)
| Дерев'янська сільська рада — колишній орган місцевого самоврядування у Обухівському районі Київської області з адміністративним центром у с. Дерев'яна. Історична дата утворення: в 1921 році. Сільській раді були підпорядковані населені пункти: - с. Дерев'яна |

## Склад ради
Рада складалася з 12 депутатів та голови.

### Керівний склад ради
| ПІБ                     | Основні відомості                                                                           | Дата обрання | Дата звільнення |
| ----------------------- | ------------------------------------------------------------------------------------------- | ------------ | --------------- |
| Деменюк Василь Ількович | Сільський голова, 1950 року народження, освіта, безпартійний                                | 26.03.2006   | 31.10.2010      |
| Деменюк Василь Ілліч    | Сільський голова, 1950 року народження, освіта середня спеціальна, член партії Єдиний Центр | 31.10.2010   |                 |

Примітка: таблиця складена за даними джерела

## Пам'ятки
На території сільської ради розташована ботанічна пам'ятка природи місцевого значення Адоніс.